# 호아오 미구엘

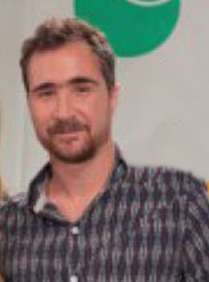

호아오 미구엘(João Miguel, 1970년 1월 1일 ~ )은 브라질의 축구 선수, 배우, 영화 감독, 각본가, 텔레비전 배우이다.
사우바도르에서 태어났다.

## 방송
- 3%

## 영화
- 오블리비어스 메모리 (2015년)
- 이든(포르투갈어판) (2013년)
- 싱구 (2012년)
- 더 타임 앤 턴 오브 아우구스토 마트라가 (2011년)
- 무툼 (2007년)
- 에스토마고 (2007년) - 노나토 역
- 파라다이스 (2005년)
- 시네마와 아스피린 (2004년)